# سوارتز کریک (میشیگان)
سوارتز کریک، میشیگان (به انگلیسی: Swartz Creek, Michigan) یک شهر در ایالات متحده آمریکا با جمعیت ۵٬۷۵۸ نفر است که در میشیگان واقع شده‌است.

## موقعیت جغرافیایی
موقعیت جغرافیایی شهرها و مناطق اطراف به شرح زیر است: